# Кук, Энтони
Энтони Кук (англ. Anthony Cooke; не ранее 1505 и не позднее 1506, Англия — 11 июня 1576) — английский учёный-гуманист, политик, воспитатель короля Англии Эдуарда VI, дед по матери английского философа Фрэнсиса Бэкона

## Биография
Родился в 1505 году в влиятельной семье, но  родители будущего учёного ушли из жизни, когда Энтони был ещё ребёнком: мать в 1510, а отец в 1515 году. Прадедом Энтони был Томас Кук, богатый торговец, лорд-мэр Лондона в 1462-63 годах. Мальчик получил домашнее образование и обладал обширными познаниями в латинском и греческом языках, поэзии, истории и математике.
В юности предпочитал уединение и занятия наукой. Женился на Анне, дочери сэра Уильяма Фицуильяма из Милтона, Нортхэмптоншир, и Гэйнс Парка, Эссекс. Со временем стал главой большого семейства. На обучение своих детей тратил все силы, в результате чего его дочери Милдред и Энн (тётя и мать Фрэнсиса Бэкона) вошли в число самых образованных женщин Англии того времени.
Вместе с детьми Куков занимался и сын лорда Сеймура; успехи Энтони как учителя стали известны, и его пригласили как преподавателя и воспитателя для принца Эдуарда, впоследствии короля Англии Эдуарда VI. Когда принц Эдуард стал королём, то непосредственно на церемонии коронации его учитель стал рыцарем ордена Бани.
8 ноября 1547 года Энтони приступил к работе в парламенте, и в тот же год королевский двор послал его с инспекцией епархий Лондона,
Вестминстера, Норвича и Элая; судебные постановления, составленные им и его коллегами, напечатаны в книге Джона
Фокса «Деяния и хроники», более известной как «Книга мучеников». Через два года он работал в церковных комиссиях с протестантским
уклоном. В ноябре и декабре 1551 года он посещал дискуссии между католиками и протестантами, которые проводились в домах сэра Уильяма Сесила и сэра Ричарда Морисона, и его общественная работа была вознаграждена 27 октября 1552 года земельным наделом.
27 июля 1553 года Кука препроводили в Тауэр по подозрению в соучастии в деле «некоронованной королевы» Англии леди Джейн Грей. Во время правления коронованной преемницы леди Джейн Грей, королевы Марии I, католички, Энтони Кук отбыл в добровольную ссылку в континентальную Европу. Средствами его обеспечивал зять Уильям Сесил. Так, в мае 1554 года он приехал в Страсбург и посещал лекции реформатского теолога Петра Мартира Вермильи. В Страсбурге он познакомился и сблизился с немецким гуманистом и педагогом, протестантом Иоганнесом Штурмом. После восшествия на престол противницы католицизма Елизаветы I Кук вернулся на родину, вскоре был избран в парламент и проводил в Палате лордов Акт о единообразии англиканского богослужения. Был выдвинут уполномоченным по религиозным вопросам при посещении Кембриджского университета (20 июня 1559 года), епархий Норвича и Элая (21 августа 1559), Итонского колледжа и по приёму присяги у священнослужителей.
В 1565 году был управляющим районом Хаверинг, а три года спустя принимал королеву в реконструированном Гиде-Холле, перестройку которого начал его прадед, а он закончил. В июле 1572 года Кук был товарищем лорда-мэра в правительстве Лондона во время временного отсутствия Елизаветы I, уполномоченным по разбирательству судебных дел в Эссексе (20 октября 1573) и уполномоченным по распределению церковных доходов (23 апреля 1576).
Энтони Кук скончался в Гиде-Холле 11 июня 1576 года и 21 июня был погребён в церкви города Ромфорд графства Эссекс, где покоились и многие другие члены его семьи. На могиле поставили памятник с эпитафией: «Сэр Энтони Кук, рыцарь, ставший наставником короля Эдуарда VI благодаря своей исключительной образованности, рассудительности и благочестию» (англ. Sir Anthony Cooke, knight, named tutor to King Edward VI because of his exceptional learning, prudence and piety).